# Otočić Mrtovnjak (ö i Kroatien, Zadars län)
Otočić Mrtovnjak är en ö i Kroatien.   Den ligger i länet Zadars län, i den södra delen av landet, 210 km söder om huvudstaden Zagreb.